# قلبة درج

قلبة ومنبسط درج

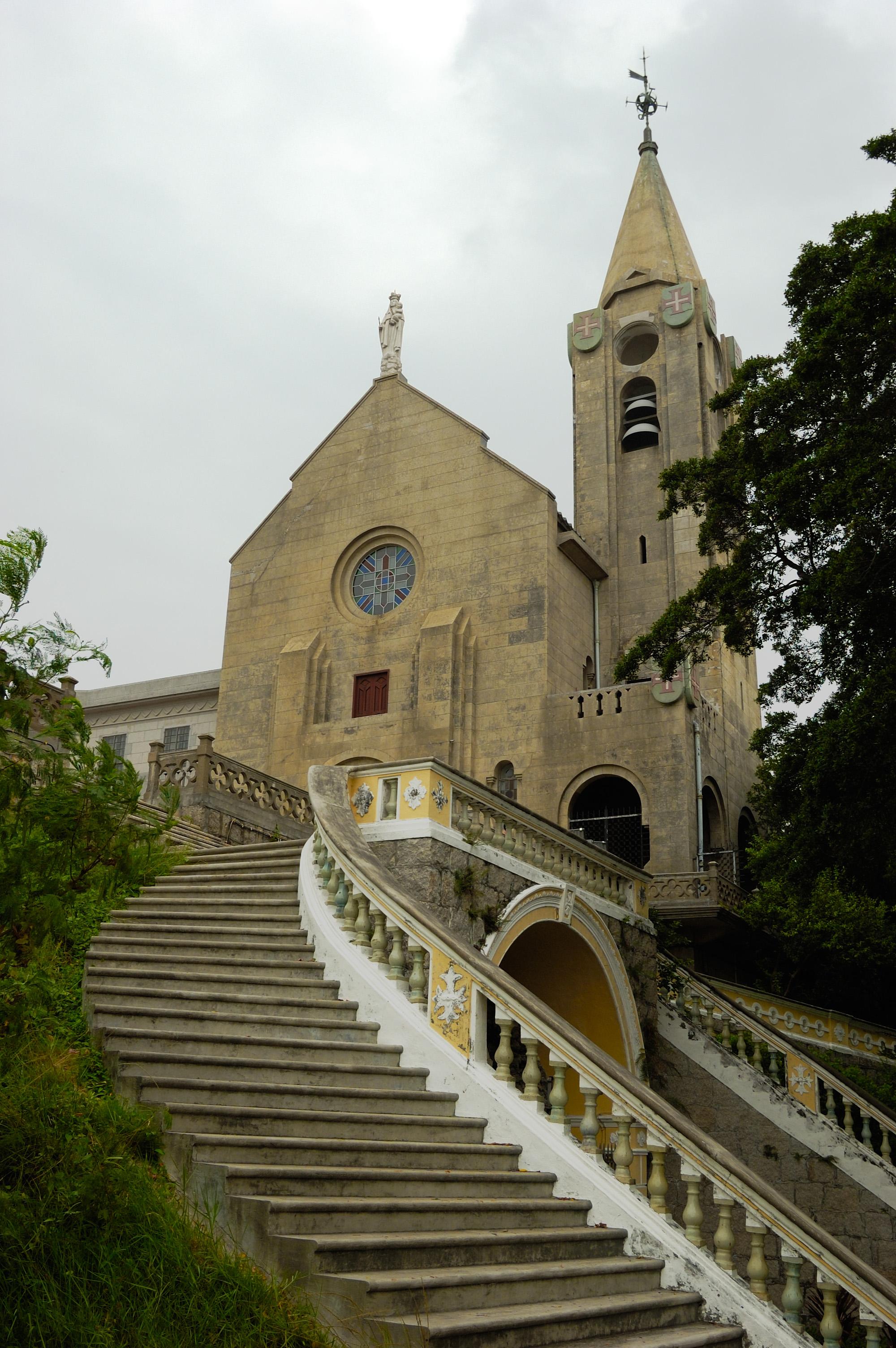
قَلبة طويلة لدرج لا مُنبَسط له

القَلْبَة جزءٌ من الدرج يتكون من ثلاثة درجات متتالية على الأقل، ويصل منبسط الدرج بين القلبات في بيت الدرج.